# 城里町
城里町（しろさとまち）は、茨城県西北部の県央地域に位置し、東茨城郡に属する町。
町名の由来は、当地域が水戸城の北に位置し、昔から「城北（じょうほく）地区」と呼ばれていたことから「城」。各町村に「ふれあいの里」「うぐいすの里」「山びこの郷」があったことや、日本のふるさとのイメージがあることから「里」という字を使い「城里」と命名されたことによる。

## 地形
- 那珂川
- 赤沢富士

### 隣接している自治体
- 茨城県
  - 水戸市
  - 笠間市
  - 常陸大宮市
  - 那珂市
- 栃木県
  - 芳賀郡茂木町

## 歴史

### 沿革

#### 城里町発足前
- 1963年（昭和38年）4月1日：国道123号が制定。
- 1966年（昭和41年）6月1日：茨城交通茨城線の石塚 - 御前山間が営業廃止。
- 1968年（昭和43年）6月16日：茨城交通茨城線の大学前 - 石塚間が営業廃止。
- 1993年（平成5年）4月22日：道の駅かつらが登録。

#### 城里町発足後
- 2005年（平成17年）2月1日：常北町、桂村、七会村が合併し、城里町が発足。
- 2007年（平成19年）12月1日：水戸市と境界変更。

### 行政区域変遷
- 変遷の年表

| 城里町町域の変遷（年表） | 城里町町域の変遷（年表） | 城里町町域の変遷（年表） |
| 年                       | 月日                     | 現城里町町域に関連する行政区域変遷 |
| ------------------------ | ------------------------ | --- |
| 1889年（明治22年）       | 4月1日                   | 町村制施行により、以下の村が発足。 - 旧常北町 - 東茨城郡 - 石塚村 ← 石塚村・那珂西村・上泉村 - 小松村 ← 増井村・上入野村・磯野村 - 西郷村 ← 小坂村・下青山村・春園村・上青山村・勝見沢村・上古内村・下古内村 - 旧桂村 - 東茨城郡 - 圷村 ← 上圷村・下圷村・粟村 - 岩船村 ← 岩船村・孫根村・高根村・錫高野村・北方村・高久村 - 沢山村 ← 上阿野沢村・下阿野沢村・赤沢村・阿波山村 - 旧七会村 - 西茨城郡 - 七会村 ← 徳蔵村・塩子村・小勝村・大網村・真端村・赤沢村・上赤沢村・下赤沢村 |
| 1919年（大正8年）        | 10月1日                  | 石塚村が町制施行し石塚町となる。 |
| 1955年（昭和30年）       | 2月11日                  | - 石塚町・小松村・西郷村が合併し常北町が発足。 - 圷村・船村・沢山村が合併し桂村が発足。 |
| 2005年（平成17年）       | 2月1日                   | 常北町・桂村・七会村が合併し、城里町が発足。 |

- 変遷表

| 城里町町域の変遷表  | 城里町町域の変遷表 | 城里町町域の変遷表 | 城里町町域の変遷表  | 城里町町域の変遷表 | 城里町町域の変遷表  | 城里町町域の変遷表     | 城里町町域の変遷表    | 城里町町域の変遷表 | 城里町町域の変遷表 |
| 1868年 以前         | 1868年 以前        | 1868年 以前        | 明治元年 - 明治22年 | 明治22年 4月1日    | 明治22年 - 昭和19年 | 昭和20年 - 昭和64年    | 平成元年 - 現在       | 現在               |                    |
| ------------------- | ------------------ | ------------------ | ------------------- | ------------------ | ------------------- | ---------------------- | --------------------- | ------------------ | ------------------ |
| 茨城郡 （東茨城郡） |                    | 石塚村             | 石塚村              | 石塚村             | 大正8年10月1日 町制 | 昭和30年2月11日 常北町 | 平成17年2月1日 城里町 | 城里町             |                    |
| 茨城郡 （東茨城郡） | 那珂西村           |                    |                     | 石塚村             | 大正8年10月1日 町制 | 昭和30年2月11日 常北町 | 平成17年2月1日 城里町 | 城里町             |                    |
| 茨城郡 （東茨城郡） | 上泉村             |                    |                     | 石塚村             | 大正8年10月1日 町制 | 昭和30年2月11日 常北町 | 平成17年2月1日 城里町 | 城里町             |                    |
| 茨城郡 （東茨城郡） |                    | 増井村             | 増井村              | 小松村             | 小松村              | 昭和30年2月11日 常北町 | 平成17年2月1日 城里町 | 城里町             |                    |
| 茨城郡 （東茨城郡） | 上入野村           |                    |                     | 小松村             | 小松村              | 昭和30年2月11日 常北町 | 平成17年2月1日 城里町 | 城里町             |                    |
| 茨城郡 （東茨城郡） | 磯野村             |                    |                     | 小松村             | 小松村              | 昭和30年2月11日 常北町 | 平成17年2月1日 城里町 | 城里町             |                    |
| 茨城郡 （東茨城郡） |                    | 下青山村           | 下青山村            | 西郷村             | 西郷村              | 昭和30年2月11日 常北町 | 平成17年2月1日 城里町 | 城里町             |                    |
| 茨城郡 （東茨城郡） | 春園村             |                    |                     | 西郷村             | 西郷村              | 昭和30年2月11日 常北町 | 平成17年2月1日 城里町 | 城里町             |                    |
| 茨城郡 （東茨城郡） | 上青山村           |                    |                     | 西郷村             | 西郷村              | 昭和30年2月11日 常北町 | 平成17年2月1日 城里町 | 城里町             |                    |
| 茨城郡 （東茨城郡） | 小坂村             |                    |                     | 西郷村             | 西郷村              | 昭和30年2月11日 常北町 | 平成17年2月1日 城里町 | 城里町             |                    |
| 茨城郡 （東茨城郡） | 勝見沢村           |                    |                     | 西郷村             | 西郷村              | 昭和30年2月11日 常北町 | 平成17年2月1日 城里町 | 城里町             |                    |
| 茨城郡 （東茨城郡） | 上古内村           |                    |                     | 西郷村             | 西郷村              | 昭和30年2月11日 常北町 | 平成17年2月1日 城里町 | 城里町             |                    |
| 茨城郡 （東茨城郡） | 下古内村           |                    |                     | 西郷村             | 西郷村              | 昭和30年2月11日 常北町 | 平成17年2月1日 城里町 | 城里町             |                    |
| 茨城郡 （東茨城郡） |                    | 上圷村             | 上圷村              | 圷村               | 圷村                | 昭和30年2月11日 桂村   | 平成17年2月1日 城里町 | 城里町             |                    |
| 茨城郡 （東茨城郡） | 下圷村             |                    |                     | 圷村               | 圷村                | 昭和30年2月11日 桂村   | 平成17年2月1日 城里町 | 城里町             |                    |
| 茨城郡 （東茨城郡） | 粟村               |                    |                     | 圷村               | 圷村                | 昭和30年2月11日 桂村   | 平成17年2月1日 城里町 | 城里町             |                    |
| 茨城郡 （東茨城郡） |                    | 孫根村             | 孫根村              | 岩船村             | 岩船村              | 昭和30年2月11日 桂村   | 平成17年2月1日 城里町 | 城里町             |                    |
| 茨城郡 （東茨城郡） | 高根村             |                    |                     | 岩船村             | 岩船村              | 昭和30年2月11日 桂村   | 平成17年2月1日 城里町 | 城里町             |                    |
| 茨城郡 （東茨城郡） | 岩船村             |                    |                     | 岩船村             | 岩船村              | 昭和30年2月11日 桂村   | 平成17年2月1日 城里町 | 城里町             |                    |
| 茨城郡 （東茨城郡） | 錫高野村           |                    |                     | 岩船村             | 岩船村              | 昭和30年2月11日 桂村   | 平成17年2月1日 城里町 | 城里町             |                    |
| 茨城郡 （東茨城郡） | 北方村             |                    |                     | 岩船村             | 岩船村              | 昭和30年2月11日 桂村   | 平成17年2月1日 城里町 | 城里町             |                    |
| 茨城郡 （東茨城郡） | 高久村             |                    |                     | 岩船村             | 岩船村              | 昭和30年2月11日 桂村   | 平成17年2月1日 城里町 | 城里町             |                    |
| 茨城郡 （東茨城郡） |                    | 阿波山村           | 阿波山村            | 沢山村             | 沢山村              | 昭和30年2月11日 桂村   | 平成17年2月1日 城里町 | 城里町             |                    |
| 茨城郡 （東茨城郡） | 上阿野沢村         |                    |                     | 沢山村             | 沢山村              | 昭和30年2月11日 桂村   | 平成17年2月1日 城里町 | 城里町             |                    |
| 茨城郡 （東茨城郡） | 下阿野沢村         |                    |                     | 沢山村             | 沢山村              | 昭和30年2月11日 桂村   | 平成17年2月1日 城里町 | 城里町             |                    |
| 茨城郡 （東茨城郡） | 赤沢村             |                    |                     | 沢山村             | 沢山村              | 昭和30年2月11日 桂村   | 平成17年2月1日 城里町 | 城里町             |                    |
| 茨城郡 （西茨城郡） |                    | 徳蔵村             | 徳蔵村              | 七会村             | 七会村              | 七会村                 | 平成17年2月1日 城里町 | 城里町             |                    |
| 茨城郡 （西茨城郡） | 塩子村             |                    |                     | 七会村             | 七会村              | 七会村                 | 平成17年2月1日 城里町 | 城里町             |                    |
| 茨城郡 （西茨城郡） | 小勝村             |                    |                     | 七会村             | 七会村              | 七会村                 | 平成17年2月1日 城里町 | 城里町             |                    |
| 茨城郡 （西茨城郡） | 大網村             |                    |                     | 七会村             | 七会村              | 七会村                 | 平成17年2月1日 城里町 | 城里町             |                    |
| 茨城郡 （西茨城郡） | 真端村             |                    |                     | 七会村             | 七会村              | 七会村                 | 平成17年2月1日 城里町 | 城里町             |                    |
| 茨城郡 （西茨城郡） |                    | 赤沢村             | 明治元年 上赤沢村   | 七会村             | 七会村              | 七会村                 | 平成17年2月1日 城里町 | 城里町             |                    |
| 茨城郡 （西茨城郡） | 明治元年 下赤沢村  | 赤沢村             |                     | 七会村             | 七会村              | 七会村                 | 平成17年2月1日 城里町 | 城里町             |                    |

## 人口
| |                                        |  |
| 城里町と全国の年齢別人口分布（2005年） | 城里町の年齢・男女別人口分布（2005年） |  |
| ■紫色 ― 城里町 ■緑色 ― 日本全国 | ■青色 ― 男性 ■赤色 ― 女性              |  |
| 城里町（に相当する地域）の人口の推移 \| 1970年（昭和45年） \| 21,167人 \| \| \| 1975年（昭和50年） \| 20,460人 \| \| \| 1980年（昭和55年） \| 20,461人 \| \| \| 1985年（昭和60年） \| 20,437人 \| \| \| 1990年（平成2年） \| 20,721人 \| \| \| 1995年（平成7年） \| 21,979人 \| \| \| 2000年（平成12年） \| 23,007人 \| \| \| 2005年（平成17年） \| 22,993人 \| \| \| 2010年（平成22年） \| 21,491人 \| \| \| 2015年（平成27年） \| 19,800人 \| \| \| 2020年（令和2年） \| 18,097人 \| \| |                                        |  |
| 総務省統計局 国勢調査より |                                        |  |
| 1970年（昭和45年） | 21,167人                               |  |
| 1975年（昭和50年） | 20,460人                               |  |
| 1980年（昭和55年） | 20,461人                               |  |
| 1985年（昭和60年） | 20,437人                               |  |
| 1990年（平成2年） | 20,721人                               |  |
| 1995年（平成7年） | 21,979人                               |  |
| 2000年（平成12年） | 23,007人                               |  |
| 2005年（平成17年） | 22,993人                               |  |
| 2010年（平成22年） | 21,491人                               |  |
| 2015年（平成27年） | 19,800人                               |  |
| 2020年（令和2年） | 18,097人                               |  |

## 行政
- 上遠野修 (3代 2014年〜)

| 歴代 | 氏名       | 就任年月日    | 退任年月日    | 備考                           |
| ---- | ---------- | ------------- | ------------- | ------------------------------ |
| 初代 | 金長義郎   | 2005年2月27日 | 2009年2月26日 | 旧桂村村長                     |
| 2代  | 阿久津藤男 | 2009年2月27日 | 2014年8月     | 旧七会村長、2013年の選挙で再選 |
| 3代  | 上遠野修   | 2014年9月24日 | 現職          | 2018年の選挙で再選             |

- 町長選

| 当落 | 投票数 | 候補者     | 党派   | 町長歴 |
| ---- | ------ | ---------- | ------ | ------ |
| 当   | 5,531  | 上遠野修   | 無所属 | 現     |
|      | 4,378  | 河原井大介 | 無所属 | 新     |

| 当落 | 投票数 | 候補者   | 党派   | 町長歴 |
| ---- | ------ | -------- | ------ | ------ |
| 当   | 6,323  | 上遠野修 | 無所属 | 現     |
|      | 987    | 多田政士 | 無所属 | 新     |

| 当落 | 得票数 | 候補者   | 党派   | 町長歴 |
| ---- | ------ | -------- | ------ | ------ |
| 当   | 7,312  | 上遠野修 | 無所属 | 新     |
|      | 3,937  | 石川多聞 | 無所属 | 新     |

| 当落 | 得票数 | 候補者     | 党派               | 町長歴 |
| ---- | ------ | ---------- | ------------------ | ------ |
| 当   | 5,166  | 阿久津藤男 | 無所属（民主推薦） | 新     |
|      | 4,743  | 金長義郎   | 無所属             | 現     |
|      | 2,871  | 松﨑信一   | 無所属             | 新     |

| 当落 | 得票数 | 候補者     | 党派   | 町長歴 |
| ---- | ------ | ---------- | ------ | ------ |
| 当   | 6,428  | 金長義郎   | 無所属 | 新     |
|      | 4,541  | 阿久津勝紀 | 無所属 | 新     |
|      | 2,368  | 大森藤和   | 無所属 | 新     |

## 議会

### 町議会
| 任期                         | 定数 | 議員名 |
| ---------------------------- | ---- | --- |
| 2006年3月12日〜2010年3月11日 | 18人 | 桐原健一 松崎信一 杉山清 小林祥宏 阿久津則男 根本正典 河原井大介 関誠一郎 南條治 小圷孝 飯村吉伊 小林宏 三村由利子 鯉渕秀雄 玉川台隆 寺田和郎 阿久津尚一 小松崎三夫 寺門博志(2009/02/09補欠選挙〜) |
| 2010年3月12日〜2014年3月11日 | 16人 | ・現 桐原健一 河原井大介 関誠一郎 阿久津則男 杉山清 根本正典 小林祥宏 南條治 小圷孝 小松崎三夫 三村由利子 鯉渕秀雄 ・新 三村孝信 薗部一 余水紀夫 加藤文夫 飯村吉伊(2013/02/17補欠選挙〜)           |
| 2014年3月12日〜2018年3月11日 | 16人 | ・現 桐原健一 河原井大介 薗部一 杉山清 三村孝信 阿久津則男 小林祥宏 小圷孝 鯉渕秀雄 根本正典 小松崎三夫 南條治 余水紀夫 ・新 片岡くらゆき ふじさく芙美子 ・元 関誠一郎                             |
| 2018年3月12日〜2022年3月11日 | 14人 | ・現 杉山清 河原井大介 阿久津則男 三村孝信 関誠一郎 小林洋宏 薗部一 藤咲芙美子 小圷孝 片岡蔵之 鯉渕秀雄 ・新 加藤木直 桜井和子 猿田正純                                                            |

### 県議会
- 選挙区：水戸市・城里町選挙区
- 定数：6人
- 任期：2023年1月8日 - 2027年1月7日[4]
- 投票日：2022年12月11日
- 当日有権者数：241,047人
- 投票率：38.28％

| 候補者名   | 当落 | 年齢 | 所属党派     | 新旧別 | 得票数   |
| ---------- | ---- | ---- | ------------ | ------ | -------- |
| 舘静馬     | 当   | 55   | 自由民主党   | 現     | 13,745票 |
| 高崎進     | 当   | 61   | 公明党       | 現     | 12,610票 |
| 木本信太郎 | 当   | 45   | 無所属       | 新     | 11,247票 |
| 玉造順一   | 当   | 51   | 立憲民主党   | 現     | 10,630票 |
| 江尻加那   | 当   | 49   | 日本共産党   | 現     | 10,313票 |
| 川津隆     | 当   | 71   | 自由民主党   | 現     | 10,165票 |
| 郡司真人   | 落   | 42   | 無所属       | 新     | 8,579票  |
| 小泉康二   | 落   | 40   | 無所属       | 新     | 6,921票  |
| 武藤優子   | 落   | 58   | 日本維新の会 | 新     | 5,949票  |
| 大関修右   | 落   | 71   | 無所属       | 新     | 977票    |

### 衆議院
- 選挙区：茨城1区（水戸市、笠間市、筑西市、桜川市、城里町）
- 投票日：2024年10月27日
- 当日有権者数：418,446人
- 投票率：51.28％

| 当落 | 候補者名   | 年齢 | 所属党派     | 新旧別 | 得票数   | 重複 |
| ---- | ---------- | ---- | ------------ | ------ | -------- | ---- |
| 当   | 福島伸享   | 54   | 無所属       | 前     | 94,243票 |      |
| 比当 | 田所嘉徳   | 70   | 自由民主党   | 前     | 76,960票 | ○    |
|      | 武藤優子   | 60   | 日本維新の会 | 新     | 23,619票 | ○    |
|      | 高橋誠一郎 | 29   | 日本共産党   | 新     | 14,565票 | ○    |

## 地域

### 教育
- 小学校
  - 城里町立石塚小学校
  - 城里町立常北小学校
  - 城里町立桂小学校
  - 城里町立沢山小学校
  - 城里町立七会小学校
- 中学校
  - 城里町立常北中学校
  - 城里町立桂中学校

かつては城里町立七会中学校があったが、常北中と統合され2015年3月に閉校。なお、七会中の建物はその後再整備され、2018年2月に「城里町七会町民センター『アツマーレ』」として再オープンしている。同施設には水戸ホーリーホックの練習場・クラブハウスが入居する。
- 高等学校
  - 茨城県立水戸桜ノ牧高等学校常北校

### 郵便局
- 石塚郵便局
- 徳蔵郵便局
- 阿波山郵便局
- 岩船郵便局

## 交通

### 鉄道
町内に鉄道は通っていない。鉄道を利用する場合の最寄り駅は、JR東日本常磐線および水郡線、鹿島臨海鉄道大洗鹿島線の水戸駅。

#### 廃止された鉄道
かつては鉄道として茨城交通茨城線が町内を走っていた。現在廃線跡は道路などになっている。

### バス
- 茨城交通

水戸北SICにて東京方面、東京ディズニーリゾート方面への高速バスも利用できる。

### 道路

#### 高速道路
- 町内にインターチェンジはない。最寄りインターは水戸市の水戸北SICで、町役場から約10分の場所にある。ただし、ETC専用のため、非ETC車は那珂ICか水戸ICを利用することになる。こちらは町役場から約15分の場所にある。

#### 一般国道
- 国道123号

#### 主要地方道
- 茨城県道39号笠間緒川線
- 茨城県道51号水戸茂木線
- 茨城県道52号石岡城里線
- 茨城県道61号日立笠間線

#### 一般県道
- 茨城県道112号阿波山徳蔵線
- 茨城県道113号真端水戸線
- 茨城県道212号赤沢茂木線
- 茨城県道225号鶏足山線
- 茨城県道226号鶏足山片庭線
- 茨城県道246号錫高野石塚線
- 茨城県道356号城里那珂線

#### 道の駅
- 道の駅かつら(国道123号)

## 金融機関
- 常陽銀行
- 筑波銀行
- ゆうちょ銀行(郵便局)
- JAバンク（常陸農業協同組合）
- セブン銀行(セブン-イレブン)

## 町の歌
- 好きです城里[6] - 2016年（平成28年）5月制定

作詞：石井昭吉 作曲：山﨑洋一
合併10周年記念に「城里町民の歌」として作られた。
- あたらしい街 - 2005年（平成17年）発表

作詞・作曲：まついえつこ
常北町・桂村・七会村合併記念歌。

## 町をめぐる問題
町章選定にあたり
- 城里町では町章を一般公募制とし、最優秀作品を選定した。しかし、選定作品が岐阜県の白鳥町（現郡上市）の町章と酷似しているものが選ばれたため、急きょ変更された。これは、製作者が一緒で、制作者側が意識せずに誤って応募したためである。制作者側は賞金を全額返還したうえで、現在のデザインが採用された。

新型コロナウイルスワクチン接種を巡り
- 2021年4月、上遠野修町長ら町職員が医療従事者向け（当時）の新型コロナウイルスワクチンの先行接種を受けた事が後日明らかとなった[7]。これら一連の流れにより上遠野町長に対する不信任案が同年6月町議会に提出されたが、同月15日に否決された。上遠野町長は「厳しいご指摘を真摯に受け止め、より一層仕事にまい進〔ママ〕したい」「首長が感染すれば行政に大いなる支障が出る。危機管理上、接種した判断は正しかった」と述べた[8]。

## 出身有名人
- 平塚潤（元長距離走選手）アジア競技大会10000m銀メダリスト 現城西大学教員 男子駅伝部監督
- 田原香理（バレーボール選手）
- 大畠章宏（政治家）
- 黒沢登幾（日本初の女性小学校教師）
- 栗原百寿（農業経済学者）
- 石川多聞（茨城県議会議員）
- 黒澤愛斗（騎手・ホッカイドウ競馬恵多谷豊厩舎）
- 平塚真介 (俳優)
- 譲原昌子（小説家）

## 交流都市
- 東京都江戸川区[9]